# 諾爾普 (密蘇里州)
諾爾普（英語：Knorpp）是位於美國密蘇里州傑佛遜縣的非建制地區。

## 歷史
諾爾普的郵局於1890年設立，其後於1914年停運。

## 地理
諾爾普所處的海拔為高於海平面190米（即623英呎），而該地所採用的時區為UTC-6，即北美中部時區（CST）。同時該地設有夏令時間，為UTC-6調快一小時，即UTC-5（CDT）。